# Headingley, Manitoba
Headingley är en ort i Kanada.   Den ligger i provinsen Manitoba, i den sydöstra delen av landet, 1 700 km väster om huvudstaden Ottawa. Headingley ligger 239 meter över havet och antalet invånare är 3 215.
Terrängen runt Headingley är mycket platt. Runt Headingley är det ganska tätbefolkat, med 96 invånare per kvadratkilometer.. Närmaste större samhälle är Winnipeg, 18,8 km öster om Headingley.
Trakten runt Headingley består till största delen av jordbruksmark.